# Katarzyna z Genui
Katarzyna z Genui OFS, właśc. Katarzyna Fieschi (ur. 1447 w Genui, zm. 15 września 1510 tamże) − córka wicekróla Neapolu, mistyczka, tercjarka franciszkańska, święta Kościoła katolickiego.

## Życiorys
Była najmłodszym z pięciorga dzieci Jacopo Fieschi i Francesci di Negri. Jako dziecko odznaczała się pobożnością i już w wieku 8 lat umartwiała się, sypiała na desce, a czasami zmuszała do całkowitego milczenia. W wieku 13 lat chciała wstąpić do klasztoru kanoniczek laterańskich, gdzie wcześniej znalazła się jej siostra. Nie została jednak przyjęta z powodu zbyt młodego wieku.
W wieku 16 lat zmuszono ją do małżeństwa z Julianem Adorno, który był znanym hulaką i miał 5 nieślubnych dzieci. Małżeństwo to było ukoronowaniem zgody między dwoma skłóconymi rodami. Nie było ono jednak szczęśliwe. W dodatku okazało się, że Katarzyna nie może mieć dzieci. Przez kilka lat żyła w osamotnieniu, odsunięta i zdradzana przez męża. Zaczęła myśleć, że może sama jest temu winna, bo nie podzielała jego zainteresowań. W związku z tym, po 5 latach, żeby ratować małżeństwo, postanowiła zmienić przyzwyczajenia i prowadzić życie światowej damy. Małżonka nie odzyskała, a w dodatku straciła wewnętrzny spokój, popadła w skrajną bezradność i przygnębienie. Zapragnęła innego życia.
Po kolejnych 5 latach przełomem okazała się spowiedź odbyta za radą jej siostry w marcu 1473 r. Wówczas Katarzyna otrzymała duchowe umocnienie i poczucie sensu egzystencji. Wkrótce po tym miała wizję, która spowodowała w niej pragnienie pokuty za stracone lata. Została tercjarką franciszkańską. Modlitwy łączyła z surowymi postami, nosiła zgrzebne szaty. Skoncentrowała się na posługiwaniu chorym. Miewała częste widzenia Chrystusa. Za zgodą spowiednika codziennie przyjmowała Komunię św. (co było wtedy rzadkością). Swoimi modłami uprosiła nawrócenie dla męża, który następnie wstąpił do III Zakonu św. Franciszka i wraz z żoną opatrywał biedaków w szpitalu. Opiekowała się chorymi w czasie zarazy w 1497 do 1501.

## Dzieła
Katarzyna Genueńska jest autorką pism:
- Dialog między duszą a ciałem, miłość własna, duch, ludzkość i Bóg,
- Traktat o czyśćcu
- Życie i nauka.

## Kult
Została beatyfikowana przez Klemensa X 6 kwietnia 1675 r. Kanonizowana 16 czerwca 1737 przez papieża Klemensa XII.

## Patronat
Św. Katarzyna jest patronką Genui od 1684 roku. W 1944 roku papież Pius XII ogłosił ją patronką chorych i szpitali.

## Dzień obchodów
Jej wspomnienie liturgiczne obchodzone jest 15 września.